# Lansing (Iowa)
Lansing is een plaats (city) in de Amerikaanse staat Iowa, en valt bestuurlijk gezien onder Allamakee County.

## Demografie
Bij de volkstelling in 2000 werd het aantal inwoners vastgesteld op 1012. In 2006 is het aantal inwoners door het United States Census Bureau geschat op 993, een daling van 19 (-1,9%).

## Geografie
Volgens het United States Census Bureau beslaat de plaats een oppervlakte van 3,0 km², waarvan 2,8 km² land en 0,2 km² water. Lansing ligt op ongeveer 206 m boven zeeniveau.

## Plaatsen in de nabije omgeving
De onderstaande figuur toont nabijgelegen plaatsen in een straal van 20 km rond Lansing.

## Geboren
- Edwin Gerhard Krebs (1918-2009), biochemicus en Nobelprijswinnaar (1992)